# Resolutie 915 Veiligheidsraad Verenigde Naties
Resolutie 915 van de VN-Veiligheidsraad werd op 4 mei 1994 unaniem aangenomen.

## Achtergrond
Na het koloniale tijdperk was de Aouzoustrook, die rijk is aan uranium, een bron van conflict tussen Libië en Tsjaad. Libië bezette het grensgebied in 1973 maar in 1994 wees het Internationaal Gerechtshof het toe aan Tsjaad. De twee landen kwamen tot een akkoord en Libië trok zich terug.

## Inhoud
De Veiligheidsraad:
- herinnert aan resolutie 910;
- verwelkomt het akkoord dat in Surt werd getekend tussen Libië en Tsjaad over de uitvoering van de uitspraak van het Internationaal Gerechtshof;
- neemt nota van de brieven die op 6 resp. 13 april zijn geschreven door de permanente vertegenwoordigers namens Libië en Tsjaad;
- merkt op dat het akkoord inhoudt dat VN-waarnemers zullen toezien op de Libische terugtrekking;
- wil de partijen helpen met de uitvoering;
- heeft het rapport van de secretaris-generaal bestudeerd;

### A
1. waardeert het rapport over de uitvoering van het akkoord;
2. besluit om de VN-waarnemersgroep Aouzoustrook of "UNASOG" op te richten voor veertig dagen met negen waarnemers en zes personeelsleden;
3. roept de partijen op om mee te werken aan de uitvoer van het akkoord en UNOSOG bewegingsvrijheid te gunnen;

### B
erkent dat UNOSOG naar Libië zal moeten vliegen, en dus een uitzondering op paragraaf °4 van resolutie 748 nodig is;
4. beslist dat paragraaf °4 van resolutie 748 niet geldt voor UNASOG-vluchten;
5. vraagt de secretaris-generaal om het comité uit resolutie 748 in te lichten over die vluchten;

### C
6. verzoekt om op de hoogte te worden gehouden van de missie;
7. besluit om op de hoogte te blijven.

## Verwante resoluties
- Resolutie 910 Veiligheidsraad Verenigde Naties
- Resolutie 926 Veiligheidsraad Verenigde Naties

Lijst ·  893 ·  894 ·  895 ·  896 ·  897 ·  898 ·  899 ·  900 ·  901 ·  902 ·  903 ·  904 ·  905 ·  906 ·  907 ·  908 ·  909 ·  910 ·  911 ·  912 ·  913 ·  914 ·  915 ·  916 ·  917 ·  918 ·  919 ·  920 ·  921 ·  922 ·  923 ·  924 ·  925 ·  926 ·  927 ·  928 ·  929 ·  930 ·  931 ·  932 ·  933 ·  934 ·  935 ·  936 ·  937 ·  938 ·  939 ·  940 ·  941 ·  942 ·  943 ·  944 ·  945 ·  946 ·  947 ·  948 ·  949 ·  950 ·  951 ·  952 ·  953 ·  954 ·  955 ·  956 ·  957 ·  958 ·  959 ·  960 ·  961 ·  962 ·  963 ·  964 ·  965 ·  966 ·  967 ·  968 ·  969